# Claudia Eisinger
Pour les articles homonymes, voir Eisinger.
Claudia Eisinger, née à Berlin le 22 septembre 1984, est une actrice allemande.

## Filmographie
- 2006 : Neun Szenen : Johanna
- 2007 : Kein Geld der Welt (téléfilm) : Jaqueline
- 2007 : R.I.S. - Die Sprache der Toten (série télévisée) : Anna Brahms
- 2007 : Meer is nich : Nathalie
- 2008 : Polska Love Serenade : Anna
- 2009 : Armee der Stille - La Isla Bonita : Mieze
- 2009 : 13 Semester : Kerstin
- 2011 : Auf dem Weg nach oben (court métrage) : Marie
- 2011 : Polizeiruf 110 (série télévisée) : la voisine
- 2011 : Schief gewickelt (téléfilm) : Nikita
- 2011 : Blutzbrüdaz : Jasmin
- 2012 : Crashkurs : Michaela Witt
- 2012 : Lösegeld (téléfilm) : Elke
- 2012 : Kreutzer kommt ... ins Krankenhaus (téléfilm) : docteure Stettin
- 2012 : Drei Stunden : Isabel Lindauer
- 2012 : Aus Liebe zu Dir (téléfilm) : Carola
- 2012 : Die Weber (téléfilm) : la fille de Gottlieb Hilses
- 2013 : Nachtschicht (série télévisée) : Pepsi Reich
- 2013 : Ummah - Unter Freunden : la professeure de maternelle
- 2013 : Nacht über Berlin (téléfilm) : Uta Dallgow
- 2013 : Harry nervt (téléfilm) : Fritzi Wegener
- 2013 : SOKO Kitzbühel (série télévisée) : Annette Roder
- 2013 : Volksbühne (court métrage) : Rosa
- 2014 : Ein todsicherer Plan (téléfilm) : Miriam Lohe
- 2014 : Wir sind die Neuen : Katharina
- 2014 : Danni Lowinski (série télévisée) : Ines Winkler
- 2014 : Der Fall Bruckner (téléfilm) : Nina Bruckner
- 2015 : Shades of Guilt (série télévisée) : la réceptionniste
- 2015 : Bella Block (série télévisée) : Emma Jensen
- 2015 : Inas Neues Leben (téléfilm)
- 2015 : Heil : l'actrice de théâtre #1
- 2015 : Chuzpe - Klops braucht der Mensch! (téléfilm) : Maxi
- 2016 : Der Staatsanwalt (série télévisée) : Ines Schütte
- 2016 : Sex & Crime : Mörli
- 2016 : Wie Männer über Frauen reden : l'ex-petite amie
- 2016 : Too Hard to Handle : Karo
- 2016 : Der mit dem Schlag (téléfilm) : Bettie
- 2011-2017 : Tatort (série télévisée) : Sandra Voigt / Prof. Zereike / Laura / Marie (4 épisodes)
- 2017 : Familie ist kein Wunschkonzert (téléfilm) : Kristin
- 2017 : Zarah – Wilde Jahre (de) (série télévisée) : Zarah Wolf[2] (6 épisodes)
- 2018 : Junas fantastische Reise (série télévisée) : Paula Modersohn-Becker (2 épisodes)
- 2019 : Letzte Spur Berlin (série télévisée) : Martha Beck
- 2019 : Tammy Smoke (court métrage) : Blade
- 2019 : Gut gegen Nordwind : Marlene

## Théâtre
- 2007 : Das Käthchen von Heilbronn, Düsseldorfer Schauspielhaus
- 2007 : Amerika, Düsseldorfer Schauspielhaus
- 2008 : Enter Sandman, Théâtre Maxime-Gorki (au Maxim Gorki Studio Theater (de)[3])
- 2008 : Ein Sommernachtstraum, Staatsschauspiel Dresden
- 2009 : Kabale und Liebe, Deutsches Theater Berlin
- 2009 : Herr Puntila und sein Knecht Matti, Deutsches Theater Berlin
- 2009 : Das goldene Vliess, Deutsches Theater Berlin
- 2010 : Warteraum Zukunft, Deutsches Theater Berlin
- 2010 : Die Sorgen und die Macht, Deutsches Theater Berlin
- 2011 : Die Weber, Deutsches Theater Berlin
- 2011 : Über Leben, Deutsches Theater Berlin